# HiSilicon
HiSilicon (čínsky : 海思) je čínská společnost se sídlem ve městě Šen-čen v provincii Kuang-tung, zcela vlastněná společností Huawei.
HiSilicon je považován za největšího Čínského výrobce čipsetů. V roce 2020 Spojené státy zavedly pravidla, která vyžadují, aby všechny americké firmy poskytující zařízení s čipsety od HiSilicon, nebo firmy, které používají americké technologie, či IPR (jako TSMC), které dodávají HiSilicon, měly licenci, jako součást probíhajícího obchodního sporu. Huawei následně oznámil, že od 15. září 2020 přestane vyrábět svůj čipset Kirin.
29. srpna 2023 však společnost Huawei představila svůj první (plně vlastní) vyrobený čip, ten nazvala Kirin 9000S. Tento čip byl použit také v jejich nejnovějších telefonech Huawei Mate 60 Pro.

## Historie
Společnost byla založena jako designérské centrum ASIC společností Huawei, v roce 1991.
V roce 2004 byla společnost pod názvem Shenzhen HiSilicon Semiconductor Co., Ltd. oficiálně zaregistrována, čímž byla formálně založena.
V roce 2016 společnost představila nový čipset, který nazvala Kirin960, ten byl následně oceněn jako jeden z nejlepších čipů pro telefony s operačním systémem Android.
Od roku 2019 je společnost ve stoprocentním vlastnictví Huawei.

## Čipsety pro nositelná zařízení
Společnost HiSilicon vyvíjí čipsety pro nositelná zařízení, jako jsou bezdrátová sluchátka, chytré reproduktory, chytré brýle a chytré hodinky.